# Henry Ring
Henry Ring (ur. 16 marca 1977 we Franklin) – amerykański piłkarz grający na pozycji bramkarza.

## Początki
Ring studiował na University of South Carolina, gdzie grał w zespole South Carolina Gamecocks. Spędził także przynajmniej jeden sezon w drużynie Central Jersey Riptide.

## Kariera klubowa
Za pośrednictwem MLS SuperDraft 2001 dostał się do grającego w MLS Chicago Fire. Tam przez pierwsze 3 lata rozegrał zaledwie jedno spotkanie w lidze – był rezerwowym dla świetnie dysponowanego Zacha Thorntona. Do składu „Strażaków” wskoczył na stałe dopiero w roku 2004, kiedy to Thornton odszedł na wypożyczenie do Benfiki Lizbona. Ring wystąpił wtedy w 29 meczach, spełniał pokładane w nim nadzieje i okazał się utalentowanym bramkarzem.
Po powrocie Thorntona z Portugalii uznano, że Henry nie będzie już potrzebny drużynie i sprzedano go do FC Dallas. Zawodnik nie doszedł jednak do porozumienia z Dallas i ostatecznie do transferu nie doszło, a Ring pozostał bez klubu. Potem bramkarz próbował jeszcze porozumieć się z MetroStars, jednak i tym razem negocjacje się nie powiodły, a golkiper w młodym wieku zdecydował się zakończyć piłkarską karierę.